# شارلوته جيل
شارلوته جيل هي كاتِبة كندية، ولدت في 1971 في لندن في المملكة المتحدة.